# Carl-Fredrik Glimberg
Carl-Fredrik Lennart Glimberg, född den 15 mars 1925 i Finja församling, Kristianstads län, död den 9 mars 2019 i Kristianstad, var en svensk skolman.
Glimberg avlade studentexamen 1942, filosofie kandidatexamen 1946, filosofisk ämbetsexamen 1949 och filosofie licentiatexamen vid Lunds universitet 1953. Han var förste assistent vid geologisk-paleontologiska institutionen i Lund 1949–1954, intendent vid Svenska naturskyddsföreningen 1954–1955, lärare i Helsingborg, Landskrona och Malmö 1956–1958, lektor vid högre allmänna läroverket i Trelleborg 1958–1963, vid folkskoleseminariet i Kristianstad 1963–1968, vid Lärarhögskolan i Kristianstad 1968–1977 och vid Högskolan i Kristianstad 1977–1989, därjämte prorektor där 1980–1989. Glimberg var kurator vid Kristianstads  nation 1953. Han blev ryttmästare i reserven 1963. Glimberg publicerade två skrifter om Glimåkra och några artiklar i samma ämne. Han intresserade sig för sandflykten i Skåne. På senare år var han redaktör för en bok om Skepparslöv och med anledning av upplösningen av Kristianstad län skrev han en översiktlig historik om länet. Han medverkade också i en bok om lärarutbildningen i Kristianstad.